# Gayam (Penengahan)
Gayam is een bestuurslaag in het regentschap Lampung Selatan van de provincie Lampung, Indonesië. Gayam telt 1599 inwoners (volkstelling 2010).